# Ferron (cantautora)
Ferron (Deborah Foisy, 1 de junio de 1952) es una cantautora y poeta canadiense. Es una de las más reputadas compositoras en su país y una de las artistas más influyentes de la llamada "Women's music", promulgada como música hecha por mujeres, para mujeres y sobre mujeres, donde han destacado otras artistas lesbianas como Cris Williamson, Meg Christian y Margie Adam. Artistas como Ani DiFranco, Mary Gauthier y la agrupación Indigo Girls han citado a Ferron como una gran influencia en sus carreras. Desde mediados de la década de 1980, los talentos compositivos de Ferron han sido alabados por críticos musicales y artistas, comparando su composición con la de Van Morrison, Bob Dylan y Leonard Cohen. Ferron se ha declarado abiertamente lesbiana.

## Carrera
Deborah nació en Toronto y se crio en Richmond, Columbia Británica, Canadá. Aprendió a tocar la guitarra a los 11 años de edad y dejó su hogar a los 15. En 1971, Foisy cambió su nombre a Ferron al enterarse de que uno de sus amigos tuvo un sueño en el que la llamó Ferron.
En 1977 grabó el álbum Ferron, seguido de Ferron Backed Up en 1978. Testimony de 1980 fue su primer álbum producido profesionalmente. Este disco le ganó cierta popularidad en los Estados Unidos, especialmente en la comunidad lésbica. Su álbum de 1984 Shadows on a Dime logró una calificación de cuatro estrellas por la revista Rolling Stone, la cual se refirió a Ferron como una "heroína cultural". Shadows logró hacerse un lugar en la reconocida lista del crítico musical Robert Christgau.
En la década de 1990 grabó algunos álbumes, siendo Driver de 1994 el más aclamado por la crítica especializada. En el nuevo milenio permaneció activa grabando y realizando conciertos, siendo Lighten-ing de 2013 su producción discográfica más reciente.

## Discografía
- Ferron (1977)
- Backed Up (1978)
- Testimony (1980)
- Shadows on a Dime (1984)
- Phantom Center (1990)
- Not a Still Life (1992, en vivo)
- Resting With the Question (1992)
- Driver (1994)
- Still Riot (1996)
- Inside Out (1999)
- Impressionistic (2002)
- Turning into Beautiful (2005)
- Boulder (2008)
- Girl on a Road (2011, en vivo)
- Lighten-ing (2013)